# Rafał Obermeler
Rafał Obermeler (ur. 27 czerwca 1992) – polski siatkarz, grający na pozycji środkowego. Obecnie jest zawodnikiem polskiego klubu KS Camper Wyszków.

## Kariera
Jest wychowankiem Delecty Bydgoszcz, w której występował do sezonu 2011/2012. Później występował w AZS Politechnika Warszawska, MOS Wola Warszawa, Pekpolu Ostrołęka, Lechii Tomaszów Mazowiecki i Avii Świdnik, a obecnie gra w KS Camper Wyszków.